# Zanclopera straminearia
Zanclopera straminearia är en fjärilsart som beskrevs av John Henry Leech 1897. Zanclopera straminearia ingår i släktet Zanclopera och familjen mätare. Inga underarter finns listade i Catalogue of Life.